# Lijst van voetbalinterlands Burkina Faso - Zimbabwe
Deze lijst van voetbalinterlands is een overzicht van alle officiële voetbalwedstrijden tussen de nationale teams van Burkina Faso en Zimbabwe. De landen hebben tot op heden es keer tegen elkaar gespeeld. De eerste ontmoeting, een kwalificatiewedstrijd voor het Wereldkampioenschap voetbal 2002, vond plaats op 24 februari 2001 in Bobo-Dioulasso. Het laatste duel, een vriendschappelijke wedstrijd, werd gespeeld in Mohammedia (Marokko) op 6 juni 2025.

## Wedstrijden
| № | Plaats         | Datum            | Competitie                           | Wedstrijd               | Uitslag |
| - | -------------- | ---------------- | ------------------------------------ | ----------------------- | ------- |
| 1 | Bobo-Dioulasso | 24 februari 2001 | WK 2002 kwalificatie                 | Burkina Faso − Zimbabwe | 1 − 2   |
| 2 | Harare         | 15 juli 2001     | WK 2002 kwalificatie                 | Zimbabwe − Burkina Faso | 1 − 0   |
| 3 | Masvingo       | 29 mei 2007      | Vriendschappelijk                    | Zimbabwe − Burkina Faso | 1 − 1   |
| 4 | Kaapstad       | 20 januari 2014  | African Championship of Nations 2014 | Burkina Faso − Zimbabwe | 0 − 1   |
| 5 | Yaoundé        | 20 januari 2021  | African Championship of Nations 2020 | Burkina Faso − Zimbabwe | 3 − 1   |
| 6 | Mohammedia     | 6 juni 2025      | Vriendschappelijk                    | Zimbabwe − Burkina Faso | 0 − 2   |

## Samenvatting
| Competitie                      | Totaal gespeeld | Winst Burkina Faso | Gelijk | Winst Zimbabwe | Doelsaldo Burkina Faso – Zimbabwe |
| ------------------------------- | --------------- | ------------------ | ------ | -------------- | --------------------------------- |
| WK-kwalificatie                 | 2               | 0                  | 0      | 2              | 1 − 3                             |
| African Championship of Nations | 2               | 1                  | 0      | 1              | 3 − 2                             |
| Vriendschappelijk               | 2               | 1                  | 1      | 0              | 3 − 1                             |
| Totaal                          | 6               | 2                  | 1      | 3              | 7 − 6                             |

Wedstrijden bepaald door strafschoppen worden, in lijn met de FIFA, als een gelijkspel gerekend.
FBF · A-internationals · Olympisch elftal · Burkinees vrouwenelftal
1960 – 1969 · 
1970 – 1979 · 
1980 – 1989 · 
1990 – 1999 · 
2000 – 2009 · 
2010 – 2019 ·
2020 − 2029
Algerije ·
Angola ·
Bahrein ·
België ·
Benin ·
Botswana ·
Burundi ·
Centraal-Afrikaanse Republiek ·
Chili ·
Comoren ·
Congo-Brazzaville ·
Congo-Kinshasa ·
Djibouti ·
Egypte ·
Equatoriaal-Guinea ·
Ethiopië ·
Gabon ·
Gambia ·
Ghana ·
Guinee ·
Guinee-Bissau ·
Iran ·
Ivoorkust ·
Kaapverdië ·
Kameroen ·
Kazachstan ·
Kenia ·
Kosovo · 
Lesotho ·
Liberia ·
Libië ·
Madagaskar ·
Malawi ·
Mali ·
Marokko ·
Mauritanië ·
Mozambique ·
Namibië ·
Niger ·
Nigeria ·
Noord-Korea ·
Oeganda ·
Oezbekistan ·
Oman ·
Qatar ·
Senegal ·
Seychellen ·
Sierra Leone ·
Soedan ·
Swaziland ·
Tanzania ·
Togo ·
Tunesië ·
Zambia ·
Zimbabwe ·
Zuid-Afrika ·
Zuid-Korea ·
Zuid-Soedan
Nigeria (2013)
ZFA ·
Bondscoaches ·
Selecties · 
Topscorers · 
Zimbabwaans vrouwenelftal
1980 – 1989 · 
1990 – 1999 · 
2000 – 2009 · 
2010 – 2019 ·
2020 − 2029
1980 · 
1981 · 
1982 · 
1983 · 
1984 · 
1985 · 
1986 · 
1987 · 
1988 · 
1989 · 
1990 · 
1991 · 
1992 · 
1993 · 
1994 · 
1995 · 
1996 · 
1997 · 
1998 · 
1999 · 
2000 · 
2001 · 
2002 · 
2003 · 
2004 · 
2005 · 
2006 · 
2007 · 
2008 · 
2009 · 
2010 · 
2011 · 
2012 · 
2013 · 
2014 ·
2015 ·
2016 ·
2017 ·
2018 · 
2019 ·
2020 ·
2021 ·
2022 ·
2023
Algerije ·
Angola ·
Australië ·
Bahrein ·
Benin ·
Bosnië en Herzegovina · 
Botswana ·
Brazilië · 
Burkina Faso ·
Burundi ·
Centraal-Afrikaanse Republiek ·
China ·
Comoren ·
Congo-Brazzaville ·
Congo-Kinshasa ·
Djibouti ·
Egypte ·
Eritrea ·
Ethiopië ·
Gabon ·
Ghana ·
Guinee ·
Indonesië ·
Ivoorkust ·
Jordanië ·
Kaapverdië ·
Kameroen ·
Kenia ·
Koeweit ·
Lesotho ·
Liberia ·
Libië ·
Madagaskar ·
Malawi ·
Mali ·
Marokko ·
Mauritanië ·
Mauritius ·
Mozambique ·
Namibië ·
Nigeria ·
Oeganda ·
Oman ·
Rwanda ·
Qatar ·
Saoedi-Arabië ·
Senegal ·
Seychellen ·
Soedan ·
Somalië ·
Swaziland ·
Tanzania ·
Togo ·
Tunesië ·
Vietnam ·
Zaïre ·
Zambia ·
Zuid-Afrika · 
Zwitserland